# Napůl zlý – Half Bad
Napůl zlý – Half Bad (v anglickém originále Half Bad) je první díl trilogie Half Life a fantasy román v žánru young adult. Autorkou tohoto díla, které vyšlo v březnu 2014, je Sally Greenová. V ČR bylo vydáno o měsíc později, v dubnu 2014, v nakladatelství Euromedia Group - YOLI.

## Děj
Příběh se odehrává v novodobé Anglii, kde mezi lidmi žijí v utajení Černí (zlí) a Bílí (hodní) čarodějové. Obě frakce rozděluje silná nenávist a spojuje jedna jediná věc – strach z chlapce, který pochází z obou stran. Patnáctiletý Nathan je synem smíšeného čarodějnického páru, za což je ostatními čaroději vězněn v kleci a mučen. Chlapec musí ze svého žaláře uprchnout před svými sedmnáctými narozeninami a najít svého otce, nejsilnějšího a nejkrutějšího černého čaroděje na světě, jinak zemře. Zvládne svůj nelehký úkol přesto, že nemůže nikomu věřit? Ani dívce, kterou miluje?

### Hlavní postavy
- Nathan Byrn: Šestnáctiletý protagonista, má rovné černé vlasy, olivovou pleť a černé oči. Vyrůstal v rodině Bílých čarodějnic, ačkoli je napůl Černým a napůl Bílým čarodějem – jediný svého druhu. Miluje svou bývalou spolužačku Annalise.
- Jessica Byrnová: Nathanova nejstarší nevlastní sestra, která ho ze srdce nenávidí. Později se stane Lovcem.
- Arran Byrn: Nathanův starší nevlastní bratr, který ho má moc rád.
- Deborah Byrnová: Nathanova nevlastní sestra.
- Marcus Edge: Nathanův otec a zároveň nejobávanější Černý čaroděj všech dob. Jeho darem je přeměňování se ve zvířata.
- Cora Byrnová: Bílá čarodějnice, Nathanova matka, která spáchala sebevraždu. Jejím darem bylo léčení.
- Gabriel Boutin: Černý čaroděj v těle obyčejného člověka. Pomáhá Mercury, aby zpět dostal své tělo. Zamiluje se do Nathana.
- Annalise O´Brienová: Bílá čarodějnice ze vznešené rodiny, která se zamiluje do Nathana, a později kvůli němu uteče od rodiny.
- Mercury: Mocná čarodějnice.
- Rose: Bílá čarodějnice a Mercuryina asistentka.

## Zajímavosti
- Kniha Half Bad (Napůl zlý) se hned dvakrát zapsala do Guinnessovy knihy rekordů. Poprvé jako první kniha s nejrychlejšími prodeji práv na její překládání do cizích jazyků ještě před jejím samotným vydáním. A podruhé jako první dětská kniha s nejrychlejšími prodeji práv na její překládání do cizích jazyků.[zdroj?]
- Společnost Fox 200 plánovala zfilmování tohoto příběhu.[zdroj?] V roce 2022 vyšel na Netflixu seriál The Bastard Son & The Devil Himself, který je televizním zpracováním knihy.[2] Přes pozitivní ohlas diváků se streamovací platforma rozhodla ukončit projekt po první sérii.[3][4]
- Druhý díl trilogie vyšel v březnu 2015 pod názvem Half Wild. V češtině se dostala kniha na pulty v témže roce jako Napůl divoký.[5]
- Závěrečný třetí díl vyšel v březnu 2016 pod názvem Half Lost. Český čtenář si může knihu, jejíž jméno zní v překladu Napůl ztracený, přečíst od září 2016.[6]